# NGC 27
NGC 27 (ook wel PGC 742, UGC 96, MCG 5-1-44, ZWG 499.63, KCPG 3B of IRAS00079+2843) is een spiraalvormig sterrenstelsel in het sterrenbeeld Andromeda.
NGC 27 werd op 3 augustus 1884 ontdekt door de Amerikaanse astronoom Lewis A. Swift.

## Alpha Andromedae
Amateurastronomen, gewapend met telescopen, kunnen de betrekkelijk heldere ster alpha Andromedae (Alpheratz) als gidsster gebruiken om op zoek te gaan naar het stelsel NGC 27. Beide objecten bevinden zich, vanaf de aarde gezien, schijnbaar op ongeveer een halve graad van elkaar. NGC 27 bevindt zich net ten oostzuidoosten van alpha Andromedae.